# Herman de Gaiffier d'Hestroy
Herman Victor Ghislain Paul Joseph de Gaiffier d'Hestroy (Namur, 18 de maig de 1895 – Maillen, Assesse, 20 d'octubre de 1960) va ser un genet belga que va competir a començaments del segle xx.
El 1920 va prendre part en els Jocs Olímpics d'Anvers, on va guanyar la medalla de plata en la prova de salts d'obstacles per equips del programa d'hípica amb el cavall Miss i formant equip amb Henri Laame, André Coumans i Herman d'Oultromont.